# Paraechinus
Genre
Paraechinus est un genre de la famille des Erinaceidae qui regroupe des hérissons du désert.

## Liste d'espèces
Selon ITIS et MSW:
- Paraechinus aethiopicus (Ehrenberg, 1832) - Hérisson du désert
- Paraechinus hypomelas (Brandt, 1836) - Hérisson de Brandt
- Paraechinus micropus (Blyth, 1846) - Hérisson indien
- Paraechinus nudiventris (Horsfield, 1851)